# Стефанская, Елена Анатольевна
Елена Анатольевна Стефанская (укр. Олена Анатоліївна Стефанська; род. 28 июля 1964) — украинская актриса театра и кино. Известна благодаря главной роли в телесериале «Хозяйка». Заслуженная артистка Украины (2024).

## Биография
Елена Анатольевна Стефанская родилась в городе Вязники, Владимирская область 28 июля 1964 года.
С 1984 года — актриса (студии) Крымского русского драматического театра.
В 1990 году закончила Киевский государственный институт театрального искусства имени Карпенко-Карого.
С 16.10.1992 года работает в Национальный академический драматический театр имени Леси Украинки в Киеве.
Впервые Елена снялась в фильме «Приятель покойника» в 1997 году.
Также актриса сыграла в таких известных сериалах как «Сваты-2», «День рождения Буржуя-2», клипах Таисии Повалий («Птица вольная»), «Океан Ельзы» («Сосни»), Александра Пономарева («Чомусь так гірко плакала вона»).

## Личная жизнь
Была замужем за актером Дмитрием Лаленковым, от которого у неё двое сыновей — Никита (род. 23 июня 1990 г.) и Илья (род. 12 июня 2005 г.).

## Театральные работы
- «Самоубийца» (1989)
- «Веселись, когда велят» (1992)
- «Иван-царевич» (1993)
- «Генералы в юбках» (1993)
- «Королевские игры» (1997)
- «Царские разборки или миф об Электре» (2000)
- «Тайны мадридского двора» (2000)
- «Невероятный бал» (2001)
- «Лулу. История куртизанки» (2002)
- № 13 (Безумная ночь, или Женитьба Пигдена) (2002)
- «В плену страстей (Каменный властелин)» (2002)
- «Маскарад» (2004)
- «Немного нежности» (2004)
- «Странная миссис Сэвидж» (2009)
- «Чуть мерцает призрачная сцена… (Юбилей. Юбилей? Юбилей!)» (2011)
- «Доктор философии» (2013)
- «Везде один… Свеча на ветру» (2014)
- «Риск (Любовники и воры)» (2015)
- «Смесь небес и балагана» (2016)
- «Семейный ужин» (2018)
- «Калека с острова Инишмаан» (2020)
- "Для домашнего Огнища" (2023)
- "Блестящая идея" (2024)

## Фильмография
Роли в кино:
- 1997 — Приятель покойника — Алиса, жена, с которой разводился Борис
- 2000 — Похождения брошенного мужа — Лола
- 2001 — След оборотня — Наталья, бывшая жена Андрея Симоненко
- 2001 — Заложники времени
- 2001 — День рождения Буржуя 2 — эпизод
- 2002 — Бездельники— бывшая жена Миши
- 2003 — Леди Мэр — Серафима
- 2004 — Пепел Феникса — Марина Николаевна Беловидова
- 2004 — Украденное счастье | Украдене щастя — Анастасия Владимировна
- 2005 — Миф об идеальном мужчине. Детектив от Татьяны Устиновой — жена Василькова
- 2005 — Косвенные улики — эпизод
- 2005 — Золотые парни — эпизод
- 2005 — Происки любви — жена Семена Семеновича
- 2006 — Возвращение Мухтара-3 (65 серия) — Наталия
- 2007 — Возвращение Мухтара-4 (13 серия) — Лукьянова
- 2008 — Дорогие дети — Людмила Федосеевна
- 2009 — Сваты 2 — главврач в роддоме.
- 2009 — День побежденных
- 2009 — Возвращение Мухтара-5 (24 серия) — Марина Петровна
- 2009 — Возвращение Мухтара-5 (41 серия) — Марта
- 2010 — Возвращение Мухтара-6 (41 серия) — Инга
- 2010 — Вера. Надежда. Любовь — Анна Михайловна, директор школы
- 2011 — Возвращение Мухтара-7 (53 серия) — Нина Петровна Степанова, директор рекламного агентства
- 2011 — Экстрасенсы-детективы — Мария, экстрасенс
- 2011 — «Кедр» пронзает небо — Софья Антоновна, мать Лыкова
- 2011 — Небесные родственники — Лидия Александровна, мама
- 2012 — Возвращение Мухтара-8 (34 серия) — Ирина Свистунова
- 2012 — Дочь баяниста — Инна, бухгалтер
- 2012 — Женский доктор (12 серия) — мать Милы
- 2012 — Защитница — Карасева
- 2012 — Лист ожидания — Галина Васильевна Выпоркова, следователь прокуратуры
- 2012 — Порох и дробь — Ганина, владелица банка
- 2015 — Все равно ты будешь мой — Анна Романовна Арефьева, мать Никиты
- 2016 — Хозяйка — владелица шахты в Аниканово, хозяйка города, Алина Сергеевна Хмелевская
- 2016 — Отдел 44 (89 серия) — Валентина Аксакова, горничная
- 2016 — Ведьма — знахарка и гадалка баба Рая.
- 2016 — Когда прошлое впереди — Галина, жена Лупарева
- 2016 — Беженка — мать Вячеслава
- 2016 — Певица — Сусанна Король, мать Гарика
- 2016 — 25-й час
- 2016 — Село на миллион — Дарья
- 2017 — Схватка (16 серия)
- 2017 — Село на миллион-2 — Дарья
- 2017 — Девушка с персиками — Юлия Михайловна Нефёдова, мать Романа и жена Бориса.
- 2017 — Двигатель внутреннего сгорания — Валентина Степановна, экономка
- 2018 — Артистка — Инга Ярославская, бывшая жена известного режиссёра Алексея Ярославского и мать Ивана.
- 2018 — Дом Надежды — Любовь
- 2018 — Отдай мою мечту — София
- 2018 — Человек без сердца — Ирэн
- 2019 — Тень любви — Лидия Николаевна
- 2019 — Я тоже его люблю — Лариса Сергеевна
- 2019 — Зоя  — Александра
- 2019 — Замок на песке — Софья Андреевна, заведующая гинекологическим отделением.
- 2019 — Если ты меня простишь — Анна Ивановна
- 2019 — Нарушая правила — Ольга Сергеевна
- 2019 — Ёлка на миллион
- 2020 — Худшая подруга — Тамара
- 2020 — День Святого Валентина — Полина Андреевна
- 2020 — Три сестры — Наталья, жена Андрея и мать 3 дочерей.
- 2020 — Добровольцы — Пелагея Жилина
- 2020 — Цвет страсти — Аврора Александровна, мать Софьи.
- 2020 — Второй шанс — мать Оли
- 2020 — Первые ласточки. Zависимые — Оксана Геннадьевна
- 2021 — Счастлива вопреки — Татьяна
- 2021 — Папаньки-3 (1 серия)
- 2021 — Уроки жизни и вождения — Зоя Сергеевна
- 2021 — Честная игра — Галина
- 2021 — Чужие грехи — Оксана Петровна
- 2021 — Цвет мести — Аврора Александровна, мать Софьи.
- 2021 — Весна в моём сердце (проект закрыт)
- 2021 — Беззащитное сердце-Макарова Антонина Ивановна, заведующая кардиологическим отделением.
- 2023 – Увереное касание
- Страна У

Не имеет социальных сетей.